# Distretto di Pataypampa
Il distretto di Pataypampa è un distretto del Perù nella provincia di Grau (regione di Apurímac) con 1.022 abitanti al censimento 2007 dei quali 514 urbani e 508 rurali.
È stato istituito il 27 dicembre 1961.